# Ismael Díaz (voetballer, 1997)
Ismael Díaz de León (Panama-Stad, 12 mei 1997) is een Panamees voetballer die doorgaans speelt als aanvaller. In juli 2025 verruilde hij Universidad Católica voor Club León. Díaz maakte in 2014 zijn debuut in het Panamees voetbalelftal.

## Clubcarrière
Díaz speelde in de jeugd van Tauro en maakte bij die club ook zijn debuut in het eerste elftal. Op 2 september 2012 speelde hij in de Liga Panameña voor het eerst mee tegen Alianza Lima. In de zestigste minuut mocht hij als invaller het veld betreden. Tien minuten voor tijd tekende de aanvaller voor het enige doelpunt van de wedstrijd, waarmee hij direct tot scoren kwam in zijn eerste duel als professioneel voetballer.
PSV nam de Panamees in de zomer van 2014 op proef. Hij leek te overtuigen tijdens deze stage, want PSV wilde hem graag aantrekken. Om onduidelijke redenen ging deze overgang niet door. Een jaar later verliet hij Tauro wel, toen FC Porto hem op huurbasis overnam voor de duur van twee seizoenen. In Portugal speelde Díaz zijn wedstrijden bij het tweede elftal, waarmee hij actief was in de Segunda Liga. In zijn eerste seizoen eindigde de Panamees gedeeld zesde op de topscorerslijst met dertien competitietreffers. Hij was ook een van de drie spelers met de meeste assists op hun naam.
Na afloop van de verhuurperiode keerde Díaz terug naar Tauro, maar binnen twee maanden vond hij weer een nieuwe club in Europa. Het Spaanse Deportivo de La Coruña nam hem definitief over van de Panamese club. In de zomer van 2018 verkaste Díaz naar El Tanque Sisley. Deze club verliet hij na een jaar weer voor Académico Viseu. Díaz keerde in januari 2020 terug bij zijn eerste profclub Tauro. Twee jaar later vertrok hij naar Universidad Católica. Club León haalde de Panamees in juli 2025 voor circa vierhonderdduizend euro naar Mexico.

## Clubstatistieken
| Seizoen | Club                  | Competitie         | Competitie | Competitie | Beker | Beker | Internationaal | Internationaal | Totaal | Totaal |
| Seizoen | Club                  | Competitie         | Wed.       | Dlp.       | Wed.  | Dlp.  | Wed.           | Dlp.           | Wed.   | Dlp.   |
| ------- | --------------------- | ------------------ | ---------- | ---------- | ----- | ----- | -------------- | -------------- | ------ | ------ |
| 2012/13 | Tauro                 | Liga Panameña      | 8          | 1          | 0     | 0     | 2              | 0              | 10     | 1      |
| 2013/14 | Tauro                 | Liga Panameña      | 6          | 0          | 0     | 0     | —              | —              | 6      | 0      |
| 2014/15 | Tauro                 | Liga Panameña      | 13         | 2          | 0     | 0     | 3              | 0              | 16     | 2      |
| 2015/16 | → FC Porto B          | Segunda Liga       | 36         | 13         | —     | —     | —              | —              | 36     | 13     |
| 2016/17 | → FC Porto B          | Segunda Liga       | 21         | 2          | —     | —     | —              | —              | 21     | 2      |
| 2017/18 | Deportivo La Coruña B | Segunda División B | 12         | 6          | —     | —     | —              | —              | 12     | 6      |
| 2018    | El Tanque Sisley      | Primera División   | ?          | ?          | ?     | ?     | —              | —              | ?      | ?      |
| 2019    | El Tanque Sisley      | Primera División   | ?          | ?          | ?     | ?     | —              | —              | ?      | ?      |
| 2019/20 | Académico Viseu       | Segunda Liga       | ?          | ?          | ?     | ?     | —              | —              | ?      | ?      |
| 2020    | Tauro                 | Liga Panameña      | 8          | 2          | 0     | 0     | 1              | 0              | 9      | 2      |
| 2021    | Tauro                 | Liga Panameña      | 34         | 15         | 0     | 0     | —              | —              | 34     | 15     |
| 2022    | Universidad Católica  | Liga Pro           | 26         | 13         | 0     | 0     | 10             | 5              | 36     | 18     |
| 2023    | Universidad Católica  | Liga Pro           | 20         | 8          | 0     | 0     | 2              | 1              | 22     | 9      |
| 2024    | Universidad Católica  | Liga Pro           | 24         | 10         | 0     | 0     | 7              | 5              | 31     | 15     |
| 2025    | Universidad Católica  | Liga Pro           | 16         | 7          | 0     | 0     | 7              | 6              | 23     | 13     |
| 2025/26 | Club León             | Liga MX            | 0          | 0          | 0     | 0     | 2              | 0              | 2      | 0      |
| Totaal  | Totaal                | Totaal             | 224        | 79         | 0     | 0     | 34             | 17             | 258    | 96     |

Bijgewerkt op 14 augustus 2025.

## Interlandcarrière
Díaz maakte zijn debuut in het Panamees voetbalelftal op 20 augustus 2014, toen met 4–0 gewonnen werd van Cuba. Darwin Pinzón maakte twee doelpunten en via Juan de Gracia kwam Panama op een voorsprong van drie doelpunten. Díaz tekende in de blessuretijd voor de laatste treffer van de wedstrijd, nadat hij in de rust als invaller voor Armando Polo binnen de lijnen was gekomen. De andere debutanten dit duel waren Ángel Patrick (Árabe Unido Colón) en Héctor Murillo (eveneens Tauro). Díaz maakte eveneens deel uit van de Panamese selectie, die op het WK 2018 onder leiding van de Colombiaanse bondscoach Hernán Darío Gómez debuteerde. De ploeg uit Midden-Amerika, als derde geëindigde in de CONCACAF-kwalificatiezone, was in Rusland ingedeeld in groep G en verloor achtereenvolgens van België (0–3), Engeland (1–6) en Tunesië (1–2). Díaz kwam slechts tegen België in actie voor zijn vaderland.
Bondscoach Thomas Christiansen nam Díaz in juni 2024 op in zijn selectie voor de Copa América 2024. In de groepsfase werd met 3–1 verloren van Uruguay, maar door zeges op de Verenigde Staten (2–1) en Bolivia (1–3) bereikte Panama toch de kwartfinales, waarin Colombia met 5–0 te sterk was. Díaz kwam alleen in dat laatste duel in actie. Zijn toenmalige clubgenoten Layan Loor (Ecuador), Rafael Romo (Venezuela) en José Fajardo (eveneens Panama) waren ook actief op het toernooi.
In juni 2025 werd Díaz door Christiansen ook opgeroepen voor de Gold Cup. In de groepsfase gewonnen van Guadeloupe (5–2), Guatemala (0–1) en Jamaica (4–1), waardoor Panama de kwartfinales bereikte. Hierin was Honduras na strafschoppen te sterk, nadat het 1–1 was geworden. Díaz speelde alle vier de duels en kwam tot zes doelpunten, waarmee hij topscorer van het toernooi werd. Hij kreeg daarna de Gouden Schoen uitgereikt voor die prestatie en werd opgenomen in het Team van het Toernooi. Zijn toenmalige clubgenoot Azarias Londoño (eveneens Panama) was ook actief op het toernooi.
| Interlands van Ismael Díaz voor Panama | Interlands van Ismael Díaz voor Panama | Interlands van Ismael Díaz voor Panama | Interlands van Ismael Díaz voor Panama | Interlands van Ismael Díaz voor Panama | Interlands van Ismael Díaz voor Panama | Interlands van Ismael Díaz voor Panama |
| №                                      | Datum                                  | Wedstrijd                              | Uitslag                                | Competitie                             | Goals                                  |                                        |
| Als speler bij Tauro                   | Als speler bij Tauro                   | Als speler bij Tauro                   | Als speler bij Tauro                   | Als speler bij Tauro                   | Als speler bij Tauro                   | Als speler bij Tauro                   |
| -------------------------------------- | -------------------------------------- | -------------------------------------- | -------------------------------------- | -------------------------------------- | -------------------------------------- | -------------------------------------- |
| 1                                      | 20 augustus 2014                       | Panama – Cuba                          | 4 – 0                                  | Vriendschappelijk                      | 90+1'                                  |                                        |
| 2                                      | 8 februari 2015                        | Verenigde Staten – Panama              | 2 – 0                                  | Vriendschappelijk                      |                                        |                                        |
| Als speler bij FC Porto                |                                        |                                        |                                        |                                        |                                        |                                        |
| 3                                      | 24 mei 2016                            | Panama – Venezuela                     | 0 – 0                                  | Vriendschappelijk                      |                                        |                                        |
| 4                                      | 8 juni 2017                            | Costa Rica – Panama                    | 0 – 0                                  | WK 2018 kwalificatie                   |                                        |                                        |
| 5                                      | 13 juni 2017                           | Panama – Honduras                      | 2 – 2                                  | WK 2018 kwalificatie                   |                                        |                                        |
| Als speler bij Tauro                   |                                        |                                        |                                        |                                        |                                        |                                        |
| 6                                      | 8 juli 2017                            | Verenigde Staten – Panama              | 1 – 1                                  | Gold Cup 2017                          |                                        |                                        |
| 7                                      | 12 juli 2017                           | Panama – Nicaragua                     | 2 – 1                                  | Gold Cup 2017                          | 50'                                    |                                        |
| 8                                      | 15 juli 2017                           | Panama – Martinique                    | 3 – 0                                  | Gold Cup 2017                          |                                        |                                        |
| Als speler bij Deportivo La Coruña     |                                        |                                        |                                        |                                        |                                        |                                        |
| 9                                      | 9 november 2017                        | Iran – Panama                          | 2 – 1                                  | Vriendschappelijk                      |                                        |                                        |
| 10                                     | 14 november 2017                       | Wales – Panama                         | 1 – 1                                  | Vriendschappelijk                      |                                        |                                        |
| 11                                     | 29 mei 2018                            | Panama – Noord-Ierland                 | 0 – 0                                  | Vriendschappelijk                      |                                        |                                        |
| 12                                     | 6 juni 2018                            | Noorwegen – Panama                     | 1 – 0                                  | Vriendschappelijk                      |                                        |                                        |
| 13                                     | 18 juni 2018                           | België – Panama                        | 3 – 0                                  | WK 2018                                |                                        |                                        |
| Als speler bij Tauro                   |                                        |                                        |                                        |                                        |                                        |                                        |
| 14                                     | 28 januari 2021                        | Panama – Servië                        | 0 – 0                                  | Vriendschappelijk                      |                                        |                                        |
| Als speler bij Universidad Católica    |                                        |                                        |                                        |                                        |                                        |                                        |
| 15                                     | 24 maart 2022                          | Panama – Honduras                      | 1 – 1                                  | WK 2022 kwalificatie                   |                                        |                                        |
| 16                                     | 2 juni 2022                            | Panama – Costa Rica                    | 2 – 0                                  | Nations League 2022/23                 | 52'                                    |                                        |
| 17                                     | 9 juni 2022                            | Panama – Martinique                    | 5 – 0                                  | Nations League 2022/23                 |                                        |                                        |
| 18                                     | 12 juni 2022                           | Martinique – Panama                    | 0 – 0                                  | Nations League 2022/23                 |                                        |                                        |
| 19                                     | 27 september 2022                      | Bahama's – Panama                      | 0 – 2                                  | Vriendschappelijk                      | 46'                                    |                                        |
| 20                                     | 5 november 2022                        | Qatar – Panama                         | 2 – 1                                  | Vriendschappelijk                      |                                        |                                        |
| 21                                     | 10 november 2022                       | Saoedi-Arabië – Panama                 | 1 – 1                                  | Vriendschappelijk                      | 8'                                     |                                        |
| 22                                     | 18 november 2022                       | Kameroen – Panama                      | 1 – 1                                  | Vriendschappelijk                      |                                        |                                        |
| 23                                     | 28 maart 2023                          | Costa Rica – Panama                    | 0 – 1                                  | Nations League 2022/23                 |                                        |                                        |
| 24                                     | 15 juni 2023                           | Panama – Canada                        | 0 – 2                                  | Nations League 2022/23                 |                                        |                                        |
| 25                                     | 18 juni 2023                           | Panama – Mexico                        | 0 – 2                                  | Nations League 2022/23                 |                                        |                                        |
| 26                                     | 26 juni 2023                           | Costa Rica – Panama                    | 1 – 2                                  | Gold Cup 2023                          |                                        |                                        |
| 27                                     | 30 juni 2023                           | Martinique – Panama                    | 1 – 2                                  | Gold Cup 2023                          |                                        |                                        |
| 28                                     | 4 juli 2023                            | Panama – El Salvador                   | 2 – 2                                  | Gold Cup 2023                          |                                        |                                        |
| 29                                     | 8 juli 2023                            | Panama – Qatar                         | 4 – 0                                  | Gold Cup 2023                          |                                        |                                        |
| 30                                     | 12 juli 2023                           | Verenigde Staten – Panama              | 1 – 1 (4 – 5 n.s.)                     | Gold Cup 2023                          |                                        |                                        |
| 31                                     | 16 juli 2023                           | Mexico – Panama                        | 1 – 0                                  | Gold Cup 2023                          |                                        |                                        |
| 32                                     | 7 september 2023                       | Panama – Martinique                    | 3 – 0                                  | Nations League 2023/24                 |                                        |                                        |
| 33                                     | 10 september 2023                      | Guatemala – Panama                     | 1 – 1                                  | Nations League 2023/24                 |                                        |                                        |
| 34                                     | 13 oktober 2023                        | Curaçao – Panama                       | 1 – 2                                  | Nations League 2023/24                 |                                        |                                        |
| 35                                     | 17 oktober 2023                        | Panama – Guatemala                     | 3 – 0                                  | Nations League 2023/24                 |                                        |                                        |
| 36                                     | 16 november 2023                       | Costa Rica – Panama                    | 0 – 3                                  | Nations League 2023/24                 |                                        |                                        |
| 37                                     | 20 november 2023                       | Panama – Costa Rica                    | 3 – 1                                  | Nations League 2023/24                 |                                        |                                        |
| 38                                     | 21 maart 2024                          | Panama – Mexico                        | 0 – 3                                  | Nations League 2023/24                 |                                        |                                        |
| 39                                     | 24 maart 2024                          | Panama – Jamaica                       | 0 – 1                                  | Nations League 2023/24                 |                                        |                                        |
| 40                                     | 6 juni 2024                            | Panama – Guyana                        | 2 – 0                                  | WK 2026 kwalificatie                   |                                        |                                        |
| 41                                     | 16 juni 2024                           | Panama – Paraguay                      | 0 – 1                                  | Vriendschappelijk                      |                                        |                                        |
| 42                                     | 6 juli 2024                            | Colombia – Panama                      | 5 – 0                                  | Copa América 2024                      |                                        |                                        |
| 43                                     | 20 maart 2025                          | Verenigde Staten – Panama              | 0 – 1                                  | Nations League 2024/25                 |                                        |                                        |
| 43                                     | 23 maart 2025                          | Mexico – Panama                        | 2 – 1                                  | Nations League 2024/25                 |                                        |                                        |
| 44                                     | 10 juni 2024                           | Panama – Nicaragua                     | 3 – 0                                  | WK 2026 kwalificatie                   | 88'                                    |                                        |
| 45                                     | 16 juni 2025                           | Panama – Guadeloupe                    | 5 – 2                                  | Gold Cup 2025                          | 13', 17'                               |                                        |
| 46                                     | 20 juni 2025                           | Guatemala – Panama                     | 0 – 1                                  | Gold Cup 2025                          |                                        |                                        |
| 47                                     | 24 juni 2025                           | Panama – Jamaica                       | 4 – 1                                  | Gold Cup 2025                          | 4', 17', 45' (pen.)                    |                                        |
| 48                                     | 28 juni 2025                           | Panama – Honduras                      | 1 – 1 (4 – 5 n.s.)                     | Gold Cup 2025                          | 45+1' (pen.)                           |                                        |

Bijgewerkt op 14 augustus 2025.

## Erelijst
| Gold Cup – Gouden Schoen | 1 | 2025 (6 doelpunten) |
| Gold Cup – Best XI       | 1 | 2025                |